# Геометрія чисел
Геометрія чисел — розділ теорії чисел, який вивчає опуклі тіла і цілочисельні решітки в багатовимірному просторі.
Більш загально можна сказати, що це застосування в теорії чисел геометричних понять і методів. Наприклад, якщо рівняння або нерівності має розв'язки в цілих числах, то це означає, що геометричне тіло, яке визначається цим рівнянням або нерівністю, містить одну або більше точок цілочисельної решітки.
У ході досліджень було доведено фундаментальна теорема Мінковського, з якої автор отримав ряд важливих наслідків в теорії лінійних і квадратичних форм, а також в теорії діофантових наближень.
Згодом істотний внесок у геометрію чисел зробили Георгій Вороний, Морделл, Девенпорт, Зігель та інші.
Геометрії чисел має тісний зв'язок з іншими областями математики, особливо з функціональним аналізом та діофантовими наближеннями.

## Результати Мінковського
Припустимо, що Γ є  решіткою в n-вимірному евклідовому просторі {\displaystyle \mathbb {R} ^{n}} і K є опуклим центрально-симетричним тілом. Теорема Мінковського, яку іноді називають першою теоремою Мінковського, стверджує, що якщо
{\displaystyle vol(K)>2^{n}vol(\mathbb {R} ^{n}/\Gamma )}, то K містить ненульовий вектор у Γ.
Друга теорема Мінковського посилює першу теорему. Формулюється наступним чином.
Нехай послідовність мінімумів λk визначається як інфімум чисел λ таких, що λK містить k лінійно незалежних векторів Γ. 
Тоді теорема Мінковського про послідовні мінімуми стверджує, що
{\displaystyle \lambda _{1}\lambda _{2}\cdots \lambda _{n}\cdots vol(K)\leqslant 2^{n}vol(\mathbb {R} ^{n}/\Gamma ).}

## Пізніші дослідження в геометрії чисел
У 1930–1960 дослідження з геометрії чисел проводили багато теоретиків (серед них Георгій Вороний, Луї Морделл, Гарольд Девенпорт і Карл Людвіг Зігель). В останні роки Ленстра, Бріон, Барвінок розробили комбінаторні теорії, які перераховують решітки точок в деяких опуклих тілах.

### Теорема про підпростір В.М.Шмідта
В геометрії чисел, теорему про підпростір отримав у 1972 році Вольфганг Шмідт.
У ній говориться, що якщо L1,…,Ln лінійно незалежні лінійні форми від n змінних з алгебраїчними коефіцієнтами і якщо ε> 0 будь-яке дійсне число, то ненульові цілі точки x з
{\displaystyle |L_{1}(x)\cdots L_{n}(x)|<|x|^{-\varepsilon }}
лежать у скінченному числі лінійних підпросторів {\displaystyle \mathbb {Q} ^{n}}.